# Lapitz
Lapitz è una frazione del comune di Kuckssee nel Meclemburgo-Pomerania Anteriore, in Germania.
Appartiene al circondario (Kreis) della Mecklenburgische Seenplatte  ed è parte della comunità amministrativa (Amt) di Penzliner Land.
Già comune autonomo, a partire dal 1º gennaio del 2012 è stato accorpato insieme ai comuni di Krukow e Puchow per costituire il nuovo comune di Kuckssee.